# Jon-Erik Hexum
Jon-Erik Hexum, född 5 november 1957 i Englewood, New Jersey, död 18 oktober 1984 i Los Angeles, Kalifornien, var en amerikansk skådespelare och fotomodell.  

## Biografi
Hexum var son till två norska invandrare, Gretha och Thorleif Hexum. Hans föräldrar skilde sig när han var fyra år och han växte upp i Tenafly i New Jersey med sin mamma och en äldre bror.
Efter examen från Tenafly High School började Hexum studera studera biomedicinsk teknik vid universitetet i Cleveland. Han bytte dock snart till Michigan State University i East Lansing, Michigan. Under den tiden arbetade han även som radio-dj, spelade i Michigan States fotbollslag och agerade i mindre teaterroller. Efter examen 1980 flyttade han till New York för att fortsätta sin skådespelarkarriär, han flyttade därefter till Los Angeles för att provspela för filmen Summer Lovers. Rollen gick istället till Peter Gallagher, men Hexum fick inom kort huvudrollen som Phineas Bogg i science fiction-serien Voyagers!.
Jon-Erik Hexum spelade 1983 huvudrollen i Making of a Male Model mot Joan Collins. Han spelade också huvudrollen Mac Harper, en hemlig CIA-agent förklädd som modell, i action-serien Cover Up, med Jennifer O'Neill som motspelare. År 1984, gästade Hexum även dramaserien Hotellet, i rollen som drömprins-karaktären prins Erik.
Under inspelningen av Cover Up, på 20th Centurys studioområde den 12 oktober 1984, spelade Hexum rysk roulette med en revolver av kaliber .44 Magnum, laddad med löspatroner. Han lade den mot tinningen och tryckte av, och trycket av löspatronen orsakade honom allvarliga skador i huvudet. Han fördes till sjukhus och opererades i fem timmar, sex dagar senare förklarades han hjärndöd. Dödsfallet fastslogs vara en olycka.

## Filmografi i urval
- 1982 – En resa i tiden
- 1982–1983 – Voyagers! (TV-serie)
- 1983 – Making of a Male Model (TV-film)
- 1984 – Hotellet (TV-serie)
- 1984 – The Bear
- 1984 – Cover Up  (TV-serie)